# Isten kilencmilliárd neve
Az Isten kilencmilliárd neve (The Nine Billion Names of God) Arthur C. Clarke 1953-ban írt sci-fi novellája. 1954-ben elnyerte a Retro Hugo-díjat, 1971-ben az Analog Science Fact & Fiction szavazásán minden idők 7. legjobb sci-fi novellájának választották. Az írás szerepel az azonos című novellagyűjteményben is.

## Cselekmény
Tibeti szerzetesek egy speciálisan átalakított szuperszámítógépet vásárolnak nyomtatóval. Egy legenda szerint, ha valaki leírja Isten igazi neveit, vége lesz a világnak. (Mivelhogy a teremtett világ feladata ezen nevek felismerése és ha ez megtörténik, akkor a világ léte okafogyottá válik, tehát értelmetlen lenne tovább fenntartani.) Hogy az állítást igazolják, elhatározzák, hogy kinyomtatják a saját, erre a célra szerkesztett kilenc elemű ábécéjük - előre definiált szabályoknak megfelelő - összes lehetséges betűkombinációját, közöttük azokat, amelyeket minden bizonnyal Isten igazi nevének tekinthetnek.
Számításaik szerint az egyébként tizenötezer évet igénylő feladat a gép segítségével mindössze száz nap alatt elvégezhető. A gép mellé két technikust is kérnek a gyártótól, akik a munka során felügyelik és szervizelik azt. Már csak egy hét van hátra a munkából, amikor a technikusok megtudják a valódi célt. Ekkor egyikük megijed, hogy a biztosra vett sikertelenségért őket fogják hibáztatni, ezért ráveszi társát, hogy szabotálják a munkát, hogy az elhúzódjon és így mire a gép végez, ők már az előre lefoglalt repülőn ülnek és így a szerzetesek dühe elől megmenekülnek.
Egy hét múltán a hazafelé úton azon töprengenek, milyen képtelen ötlet volt ez az egész a szerzetesektől. Azon gondolkodnak, hogy a számítógép valószínűleg épp ezekben a percekben nyomtatja ki az utolsó lapokat. Míg ezt végiggondolják, felnéznek az égre, és … Isaac Asimov bevezetője szerint: „A […] a novella végén megtalálhatjuk a világirodalom lehető legszebb utolsó sorát (Nem, Olvasó, nem szabad előrelapozni).”

## Magyarul
- Az Isten kilencmilliárd neve; ford. Nagy Zoltán; in: Riadó a Naprendszerben. 23 tudományos fantasztikus novella; válogatta Kuczka Péter, Kulin Katalin; Európa, Bp., 1965

## Külső hivatkozás
- 1971 Astounding/Analog All-Time Poll
- Gyilkos idő. 17 sci-fi remekmű/Az 1953-as év terméséből válogatta Isaac Asimov és Martin H. Greenberg, Maecenas Könyvkiadó, Budapest, 1988, ISBN 963-02-5722-X